# Vuelta a España 2020
Die Vuelta a España 2020 war die 75. Austragung der Rundfahrt durch Spanien und wurde vom 20. Oktober bis zum 8. November 2020 über 18 Etappen ausgetragen. Die Grand Tour gehört zur UCI WorldTour 2020. Das Rennen ging über etwa 2800 Kilometer mit Beginn im Baskenland und Ende in der Hauptstadt Madrid.
Der Slowene Primož Roglič vom niederländischen Team Jumbo-Visma konnte seinen Sieg aus dem Vorjahr erfolgreich verteidigen. Zweiter wurde Richard Carapaz (Ineos Grenadiers) mit einem Rückstand von 24 Sekunden  vor Hugh Carthy (EF Pro Cycling) mit 1:15 Minuten Rückstand.
Roglic gewann auch vier Etappen und die Punktewertung. Der 14. der Gesamtwertung Guillaume Martin (Cofidis) gewann die Bergwertung. Der Gesamtfünfte Enric Mas (Movistar Team) gewann die Nachwuchswertung. Mas’ Team gewann die Mannschaftswertung. Rémi Cavagna (Deceuninck-Quick-Step) wurde als kämpferischster Fahrer der Rundfahrt ausgezeichnet.

## Auswirkungen der COVID-19-Pandemie
Der ursprünglich für die Rundfahrt vorgesehene Termin vom 14. August bis 16. September 2020 musste aufgrund der COVID-19-Pandemie verschoben werden. Ebenso entfielen der ursprünglich im niederländischen Utrecht geplante Start und die Streckenführung ins Nachbarland Portugal. Außerdem wurde die Rundfahrt auf 18 anstatt der üblichen 21 Etappen verkürzt. Damit wurde die Spanien-Rundfahrt erstmals seit 1985 nicht über 21 Etappen ausgetragen. Außerdem gab es eine Überschneidung mit dem Giro d’Italia, der vom 3. bis 25. Oktober ausgetragen wird. Alle 681 Corona-Tests fielen während der Vuelta negativ aus.

## Teilnehmer

### Teams und Fahrer
Über ein automatisches Startrecht und eine Startpflicht verfügten gemäß den Statuten der UCI die 19 WorldTeams. Dazu lud der Veranstalter zwei spanische ProTeams zur Teilnahme an der Spanien-Rundfahrt ein. Die französische Mannschaft Total Direct Énergie war als bestes ProTeam der Saison 2019 ebenfalls zum Start berechtigt.
Insgesamt gingen 176 Fahrer aus 22 Radsportteams an den Start. Das Durchschnittsalter aller angetretenen Fahrer lag bei 28,5 Jahren. Jüngster Starter war der 20-jährige Ilan Van Wilder, ältester Teilnehmer Alejandro Valverde mit 40 Jahren.
| WorldTeams (19)- AG2R La Mondiale - Astana - Bahrain McLaren - Bora-Hansgrohe - CCC Team - Cofidis - Deceuninck-Quick Step - EF Pro Cycling - Groupama-FDJ - Israel Start-Up Nation - Lotto Soudal - Mitchelton-Scott - Movistar Team - NTT Pro Cycling - Ineos Grenadiers - Jumbo-Visma - Team Sunweb - Trek-Segafredo - UAE Team Emirates ProTeams (3)- Burgos-BH - Caja Rural-Seguros RGA - Total Direct Énergie |
| |

### Favoriten
Als Favoriten für den Rundfahrtsieg oder eine vordere Platzierung im Gesamtklassement galten unter anderem:
- Jumbo-Visma: Vorjahressieger Primož Roglič und Tom Dumoulin, Sieger des Giro d’Italia 2017 und Siebter der Tour de France 2020
- Groupama-FDJ: Thibaut Pinot, Dritter der Tour de France 2014
- Movistar Team: Vorjahreszweiter Alejandro Valverde und Enric Mas, Zweiter der Vuelta a España 2018 und Fünfter der Tour de France 2020
- Ineos Grenadiers: Chris Froome, vierfacher Tour-de-France- sowie zweifacher Vuelta-Sieger und Richard Carapaz, Sieger des Giro d’Italia 2019

Chancen für eine hohe Platzierung werden ebenfalls Daniel Felipe Martínez, Wout Poels, Alexander Wlassow, Esteban Chaves, Mikel Nieve, Iván Sosa und Michael Woods eingeräumt.
Auf den Flachetappen kamen Sam Bennett, Pascal Ackermann, Jasper Philipsen, Matteo Moschetti, Jakub Mareczko oder Jon Aberasturi für Tagessiege oder vordere Platzierungen infrage.

## Strecke
Die Vuelta a España 2020 wurde mit Ausnahme der letzten drei Etappen komplett im Norden Spaniens ausgetragen.
Gleich auf der im baskischen Irun beginnenden ersten Etappe gab es eine Bergankunft am Arrate. Auch die beiden folgenden Etappen waren bergig und forderten die Fahrer für die Gesamtwertung. Auf der dritten Etappe gab es eine weitere Bergankunft an der Laguna Negra de Urbión bei Vinuesa. Nachdem die vierte Etappe erstmals flach und für einen Massensprint konzipiert worden war, folgte eine hügelige fünfte Etappe am Ende des sechsten Tagesabschnittes eine weitere Bergankünfte am Col du Tourmalet. Es folgte am 26. Oktober in Vitoria der erste der beiden Ruhetage. In Vitoria begann dann auch die hügelige 7. Etappe. Die vierte Bergankunft endete im achten Teilstück an der Hornos de Moncalvillo. Danach folgten zwei weitere Möglichkeiten für Sprinter auf der 9. und 10. Etappe. Das Profil der 11. Etappe wies unter anderem vier Bergwertungen der ersten Kategorie auf, darunter die Ankunft an der Alto de la Farrapona im Parque Natural de Somiedo. Tags darauf endete der 12. Tagesabschnitt am Alto de Angliru.
Nach dem zweiten Ruhetag in A Coruña am 2. November fand auf der 13. Etappe das einzige Einzelzeitfahren der Rundfahrt auf einem 33,5 Kilometer langen Kurs in Galicien statt. Es wies einen Schlussanstieg der dritten Kategorie (1,8 Kilometer auf durchschnittlich 14,8 % Steigung) auf. Die anschließenden Etappen 14 bis 16 waren noch einmal flach; die 15. Etappe war mit 230,8 Kilometern der längste Tagesabschnitt der Rundfahrt. Am vorletzten Tag endete die 17. Etappe an der Alto de la Covatilla, der letzten Bergankunft der Vuelta a España 2020.
| Etappe     | Datum    | Etappenorte                                | type                 | Länge (km) | Etappensieger       | Gesamtführender |
| ---------- | -------- | ------------------------------------------ | -------------------- | ---------- | ------------------- | --------------- |
| 1. Etappe  | 20. Okt. | Irun – Arrate                              | Mittelschwere Etappe | 173        | Primož Roglič       | Primož Roglič   |
| 2. Etappe  | 21. Okt. | Pamplona – Lekunberri                      | Mittelschwere Etappe | 151,6      | Marc Soler          | Primož Roglič   |
| 3. Etappe  | 22. Okt. | Lodosa – Laguna Negra de Urbión            | Mittelschwere Etappe | 166,1      | Daniel Martin       | Primož Roglič   |
| 4. Etappe  | 23. Okt. | Garray – Ejea de los Caballeros            | Flachetappe          | 191,7      | Sam Bennett         | Primož Roglič   |
| 5. Etappe  | 24. Okt. | Huesca – Sabiñánigo                        | Mittelschwere Etappe | 184,4      | Tim Wellens         | Primož Roglič   |
| 6. Etappe  | 25. Okt. | Biescas – Formigal                         | Hochgebirgsetappe    | 146,4      | Ion Izagirre        | Richard Carapaz |
|            | 26. Okt. | Ruhetag in Vitoria                         | Ruhetag              |            |                     |                 |
| 7. Etappe  | 27. Okt. | Vitoria-Gasteiz – Villanueva de Valdegovía | Mittelschwere Etappe | 159,7      | Michael Woods       | Richard Carapaz |
| 8. Etappe  | 28. Okt. | Logroño – Hornos de Moncalvillo            | Hochgebirgsetappe    | 164        | Primož Roglič       | Richard Carapaz |
| 9. Etappe  | 29. Okt. | Castrillo del Val – Aguilar de Campoo      | Flachetappe          | 157,7      | Pascal Ackermann    | Richard Carapaz |
| 10. Etappe | 30. Okt. | Castro Urdiales – Suances                  | Flachetappe          | 185        | Primož Roglič       | Primož Roglič   |
| 11. Etappe | 31. Okt. | Villaviciosa – Parque Natural de Somiedo   | Hochgebirgsetappe    | 170        | David Gaudu         | Primož Roglič   |
| 12. Etappe | 1. Nov.  | La Pola Llaviana – Alto de Angliru         | Hochgebirgsetappe    | 109,4      | Hugh Carthy         | Richard Carapaz |
|            | 2. Nov.  | Ruhetag in A Coruña                        | Ruhetag              |            |                     |                 |
| 13. Etappe | 3. Nov.  | Muros – O Ézaro viewpoint                  | Bergzeitfahren       | 33,7       | Primož Roglič       | Primož Roglič   |
| 14. Etappe | 4. Nov.  | Lugo – Ourense                             | Hügelige Etappe      | 204,7      | Tim Wellens         | Primož Roglič   |
| 15. Etappe | 5. Nov.  | Mos – Puebla de Sanabria                   | Hügelige Etappe      | 230,8      | Jasper Philipsen    | Primož Roglič   |
| 16. Etappe | 6. Nov.  | Salamanca – Ciudad Rodrigo                 | Hügelige Etappe      | 162        | Magnus Cort Nielsen | Primož Roglič   |
| 17. Etappe | 7. Nov.  | Sequeros – La Covatilla                    | Hochgebirgsetappe    | 178,2      | David Gaudu         | Primož Roglič   |
| 18. Etappe | 8. Nov.  | Hipódromo de la Zarzuela – Madrid          | Flachetappe          | 139,6      | Pascal Ackermann    | Primož Roglič   |

## Reglement
Das Reglement und die Preisgelder der Vuelta 2020 waren in den Specific Regulations, Awards & Technical-Sports Regulation Handbook festgeschrieben.

### Wertungen
Der Führende der Gesamtwertung trug das Rote Trikot. Die Gesamtwertung ergab sich wie stets bei Etappenrennen aus der Addition der gefahrenen Zeiten. Zusätzlich gab es für die Etappenersten – außer bei Zeitfahretappen – 10, 6 und 4 sowie bei den Zwischensprints 3, 2 und 1 Sekunden Zeitbonifikation.
Der Führende in der Punktewertung trug das Grüne Trikot. Die Punktewertung ergab sich aus der Addition der Punkte jeder Etappe und der Zwischensprints.
| Platzierung    | 1. | 2. | 3. | 4. | 5. | 6. | 7. | 8. | 9. | 10. | 11. | 12. | 13. | 14. | 15. |
| -------------- | -- | -- | -- | -- | -- | -- | -- | -- | -- | --- | --- | --- | --- | --- | --- |
| Etappenziel    | 25 | 20 | 16 | 14 | 12 | 10 | 9  | 8  | 7  | 6   | 5   | 4   | 3   | 2   | 1   |
| Zwischensprint | 4  | 2  | 1  |    |    |    |    |    |    |     |     |     |     |     |     |

Der Führende in der Bergwertung trug das blau-gepunktete Trikot. Diese Wertung ergab sich aus den Punkten, die für die Fahrer vergeben werden, die einen klassifizierten Anstieg als Erste überfahren.
| Platzierung            | 1. | 2. | 3. | 4. | 5. | 6. |
| ---------------------- | -- | -- | -- | -- | -- | -- |
| Cima Alberto Fernández | 20 | 15 | 10 | 6  | 4  | 2  |
| Kategorie Especial     | 15 | 10 | 6  | 4  | 2  |    |
| 1. Kategorie           | 10 | 6  | 4  | 2  | 1  |    |
| 2. Kategorie           | 5  | 3  | 1  |    |    |    |
| 3. Kategorie           | 3  | 2  | 1  |    |    |    |

Der Führende in der Nachwuchswertung, die für nach dem 1. Januar 1995 geborene Fahrer vorbehalten war und den Regeln der Gesamtwertung folgte, trug das Weiße Trikot. In diese Wertung fielen zu Beginn des Rennens 60 Fahrer, also etwa 34 % des Pelotons.
Die Mannschaftswertung ergab sich aus der Addition der Zeiten der drei besten Fahrer eines Teams auf jeder Etappe. Die Fahrer des führenden Teams trugen eine rote Rückennummer.
Auf allen Etappen mit Ausnahme des Zeitfahrens wurde der kämpferischste Fahrer von einer Jury mit einer gelben Rückennummer ausgezeichnet. Diese Jury kürt auch den kämpferischsten Fahrer der Rundfahrt.

### Preisgelder
Während der Vuelta a España 2020 wurden insgesamt 1.024.135 Mio. € Preisgeld ausgeschüttet.
| Platzierung            | 1.        | 2.       | 3.       | 4.       | 5.       | 6.      | 7.      | 8.      | Führung |
| ---------------------- | --------- | -------- | -------- | -------- | -------- | ------- | ------- | ------- | ------- |
| Gesamtwertung          | 150.000 € | 57.985 € | 30.000 € | 15.000 € | 12.500 € | 9.000 € | 9.000 € | 6.000 € | 500 €   |
| Punktewertung          | 11.000 €  | 5.000 €  | 2.000 €  | —        | —        | —       | —       | —       | 100 €   |
| Bergwertung            | 13.000 €  | 6.600 €  | 3.500 €  | —        | —        | —       | —       | —       | 100 €   |
| Nachwuchswertung       | 11.000 €  | 5.000 €  | 2.000 €  | —        | —        | —       | —       | —       | 70 €    |
| Mannschaftswertung     | 12.500 €  | 7.500 €  | 5.500 €  | 4.300 €  | 3.200 €  | 2.200 € | 1.100 € | 1.000 € | —       |
| Kämpferischster Fahrer | 3.000 €   | —        | —        | —        | —        | —       | —       | —       | —       |

| Platzierung               | 1.       | 2.      | 3.      | Anmerkung                             |
| ------------------------- | -------- | ------- | ------- | ------------------------------------- |
| Etappenwertung            | 11.000 € | 5.500 € | 2.700 € | gestaffelt bis zum 20. Platz (360 €)  |
| Zwischensprints           | 550 €    | 180 €   | 95 €    | 17 Zwischensprints während der Vuelta |
| Cima Alberto Fernández    | 1.000 €  | 520 €   | —       | 01 Wertung auf dem Col du Tourmalet   |
| Bergwertung Kat. Especial | 920 €    | 650 €   | —       | 03 Wertungen während der Vuelta       |
| Bergwertung Kat. 1        | 460 €    | 310 €   | —       | 15 Wertungen während der Vuelta       |
| Bergwertung Kat. 2        | 230 €    | 155 €   | —       | 05 Wertungen während der Vuelta       |
| Bergwertung Kat. 3        | 115 €    | 80 €    | —       | 23 Wertungen während der Vuelta       |
| Mannschaft                | 400 €    | 200 €   | 100 €   | schnellste Mannschaft der Etappe      |
| Kämpferischster Fahrer    | 200 €    | —       | —       | ausgenommen Zeitfahren                |

## Wertungen im Rennverlauf
| Etappe         | Etappensieger             | Gesamtwertung         | Punktewertung       | Bergwertung            | Nachwuchswertung | Mannschaftswertung | Kämpferischster Fahrer   |
| -------------- | ------------------------- | --------------------- | ------------------- | ---------------------- | ---------------- | ------------------ | ------------------------ |
| 1              | Primož Roglič (TJV)       | Primož Roglič (TJV)   | Primož Roglič (TJV) | Sepp Kuss (TJV)        | Enric Mas (MOV)  | Jumbo-Visma        | Jetse Bol (BBH)          |
| 2              | Marc Soler (MOV)          | Primož Roglič (TJV)   | Primož Roglič (TJV) | Richard Carapaz (IGD)  | Enric Mas (MOV)  | Jumbo-Visma        | Gonzalo Serrano (CJR)    |
| 3              | Daniel Martin (ISN)       | Primož Roglič (TJV)   | Primož Roglič (TJV) | Richard Carapaz (IGD)  | Enric Mas (MOV)  | Jumbo-Visma        | Willie Smit (BBH)        |
| 4              | Sam Bennett (DQT)         | Primož Roglič (TJV)   | Primož Roglič (TJV) | Richard Carapaz (IGD)  | Enric Mas (MOV)  | Jumbo-Visma        | Jesús Ezquerra (BBH)     |
| 5              | Tim Wellens (LTS)         | Primož Roglič (TJV)   | Primož Roglič (TJV) | Tim Wellens (LTS)      | Enric Mas (MOV)  | Jumbo-Visma        | Guillaume Martin (COF)   |
| 6              | Ion Izagirre (AST)        | Richard Carapaz (IGD) | Primož Roglič (TJV) | Tim Wellens (LTS)      | Enric Mas (MOV)  | Movistar Team      | Ion Izagirre (AST)       |
| 7              | Michael Woods (EF1)       | Richard Carapaz (IGD) | Primož Roglič (TJV) | Guillaume Martin (COF) | Enric Mas (MOV)  | Movistar Team      | Alejandro Valverde (MOV) |
| 8              | Primož Roglič (TJV)       | Richard Carapaz (IGD) | Primož Roglič (TJV) | Guillaume Martin (COF) | Enric Mas (MOV)  | Movistar Team      | Stan Dewulf (LTS)        |
| 9              | Pascal Ackermann (BOH)    | Richard Carapaz (IGD) | Primož Roglič (TJV) | Guillaume Martin (COF) | Enric Mas (MOV)  | Movistar Team      | Juan Felipe Osorio (BBH) |
| 10             | Primož Roglič (TJV)       | Primož Roglič (TJV)   | Primož Roglič (TJV) | Guillaume Martin (COF) | Enric Mas (MOV)  | Movistar Team      | Alex Molenaar (BBH)      |
| 11             | David Gaudu (GFC)         | Primož Roglič (TJV)   | Primož Roglič (TJV) | Guillaume Martin (COF) | Enric Mas (MOV)  | Movistar Team      | Marc Soler (MOV)         |
| 12             | Hugh Carthy (EF1)         | Richard Carapaz (IGD) | Primož Roglič (TJV) | Guillaume Martin (COF) | Enric Mas (MOV)  | Movistar Team      | Guillaume Martin (COF)   |
| 13             | Primož Roglič (TJV)       | Primož Roglič (TJV)   | Primož Roglič (TJV) | Guillaume Martin (COF) | Enric Mas (MOV)  | Movistar Team      | nicht vergeben           |
| 14             | Tim Wellens (LTS)         | Primož Roglič (TJV)   | Primož Roglič (TJV) | Guillaume Martin (COF) | Enric Mas (MOV)  | Movistar Team      | Marc Soler (MOV)         |
| 15             | Jasper Philipsen (UTE)    | Primož Roglič (TJV)   | Primož Roglič (TJV) | Guillaume Martin (COF) | Enric Mas (MOV)  | Movistar Team      | Guillaume Martin (COF)   |
| 16             | Magnus Cort Nielsen (EF1) | Primož Roglič (TJV)   | Primož Roglič (TJV) | Guillaume Martin (COF) | Enric Mas (MOV)  | Movistar Team      | Rémi Cavagna (DQT)       |
| 17             | David Gaudu (GFC)         | Primož Roglič (TJV)   | Primož Roglič (TJV) | Guillaume Martin (COF) | Enric Mas (MOV)  | Movistar Team      | Marc Soler (MOV)         |
| 18             | Pascal Ackermann (BOH)    | Primož Roglič (TJV)   | Primož Roglič (TJV) | Guillaume Martin (COF) | Enric Mas (MOV)  | Movistar Team      | nicht vergeben           |
| Wertungssieger | Wertungssieger            | Primož Roglič (TJV)   | Primož Roglič (TJV) | Guillaume Martin (COF) | Enric Mas (MOV)  | Movistar Team      | Rémi Cavagna (DQT)       |

Auf der 2., 11. und 14. bis 18. Etappe trug Richard Carapaz das Grüne Trikot als Zweiter in Vertretung von Primoz Roglic (Rotes Trikot). Auf der 3. Etappe trug Dan Martin das Grüne Trikot als Dritter in Vertretung von Primoz Roglic (Rotes Trikot) und Richard Carapaz (Gepunktetes Trikot). Auf der 4. bis 6. und 12. Etappe trug Dan Martin das Grüne Trikot als Zweiter in Vertretung von Primoz Roglic (Rotes Trikot).

## Endergebnis

### Gesamtwertung
| \| Gesamtwertung \| Gesamtwertung \| Gesamtwertung \| Gesamtwertung \| Gesamtwertung \| \| Fahrer \| Fahrer \| Land \| Team \| Zeit \| \| ------------- \| ------------------- \| ---------------------- \| ---------------------- \| ---------------- \| \| 1. \| Primož Roglič \| Slowenien \| Jumbo-Visma \| 72 h 46 min 12 s \| \| 2. \| Richard Carapaz \| Ecuador \| Ineos Grenadiers \| + 24 s \| \| 3. \| Hugh Carthy \| Vereinigtes Königreich \| EF Pro Cycling \| + 1 min 15 s \| \| 4. \| Daniel Martin \| Irland \| Israel Start-Up Nation \| + 2 min 43 s \| \| 5. \| Enric Mas \| Spanien \| Movistar Team \| + 3 min 36 s \| \| 6. \| Wout Poels \| Niederlande \| Bahrain McLaren \| + 7 min 16 s \| \| 7. \| David de la Cruz \| Spanien \| UAE Team Emirates \| + 7 min 35 s \| \| 8. \| David Gaudu \| Frankreich \| Groupama-FDJ \| + 7 min 45 s \| \| 9. \| Felix Großschartner \| Österreich \| Bora-Hansgrohe \| + 8 min 15 s \| \| 10. \| Alejandro Valverde \| Spanien \| Movistar Team \| + 9 min 34 s \| \| 11. \| Alexander Wlassow \| Russland \| Astana \| + 9 min 36 s \| \| 12. \| George Bennett \| Neuseeland \| Jumbo-Visma \| + 14 min 04 s \| \| 13. \| Mikel Nieve \| Spanien \| Mitchelton-Scott \| + 14 min 47 s \| \| 14. \| Guillaume Martin \| Frankreich \| Cofidis \| + 15 min 07 s \| \| 15. \| Sergio Henao \| Kolumbien \| UAE Team Emirates \| + 15 min 36 s \| \| 16. \| Sepp Kuss \| Vereinigte Staaten \| Jumbo-Visma \| + 16 min 26 s \| \| 17. \| Mattia Cattaneo \| Italien \| Deceuninck-Quick Step \| + 17 min 45 s \| \| 18. \| Marc Soler \| Spanien \| Movistar Team \| + 21 min 01 s \| \| 19. \| Gorka Izagirre \| Spanien \| Astana \| + 21 min 46 s \| \| 20. \| Gino Mäder \| Schweiz \| NTT Pro Cycling \| + 43 min 39 s \| |                     |                        |                        |                  |
| |                     |                        |                        |                  |
| Quelle: ProCyclingStats |                     |                        |                        |                  |
| Gesamtwertung |                     |                        |                        |                  |
| Fahrer | Fahrer              | Land                   | Team                   | Zeit             |
| 1. | Primož Roglič       | Slowenien              | Jumbo-Visma            | 72 h 46 min 12 s |
| 2. | Richard Carapaz     | Ecuador                | Ineos Grenadiers       | + 24 s           |
| 3. | Hugh Carthy         | Vereinigtes Königreich | EF Pro Cycling         | + 1 min 15 s     |
| 4. | Daniel Martin       | Irland                 | Israel Start-Up Nation | + 2 min 43 s     |
| 5. | Enric Mas           | Spanien                | Movistar Team          | + 3 min 36 s     |
| 6. | Wout Poels          | Niederlande            | Bahrain McLaren        | + 7 min 16 s     |
| 7. | David de la Cruz    | Spanien                | UAE Team Emirates      | + 7 min 35 s     |
| 8. | David Gaudu         | Frankreich             | Groupama-FDJ           | + 7 min 45 s     |
| 9. | Felix Großschartner | Österreich             | Bora-Hansgrohe         | + 8 min 15 s     |
| 10. | Alejandro Valverde  | Spanien                | Movistar Team          | + 9 min 34 s     |
| 11. | Alexander Wlassow   | Russland               | Astana                 | + 9 min 36 s     |
| 12. | George Bennett      | Neuseeland             | Jumbo-Visma            | + 14 min 04 s    |
| 13. | Mikel Nieve         | Spanien                | Mitchelton-Scott       | + 14 min 47 s    |
| 14. | Guillaume Martin    | Frankreich             | Cofidis                | + 15 min 07 s    |
| 15. | Sergio Henao        | Kolumbien              | UAE Team Emirates      | + 15 min 36 s    |
| 16. | Sepp Kuss           | Vereinigte Staaten     | Jumbo-Visma            | + 16 min 26 s    |
| 17. | Mattia Cattaneo     | Italien                | Deceuninck-Quick Step  | + 17 min 45 s    |
| 18. | Marc Soler          | Spanien                | Movistar Team          | + 21 min 01 s    |
| 19. | Gorka Izagirre      | Spanien                | Astana                 | + 21 min 46 s    |
| 20. | Gino Mäder          | Schweiz                | NTT Pro Cycling        | + 43 min 39 s    |

### Punktewertung
| Punktewertung | Punktewertung    | Punktewertung          | Punktewertung          | Punktewertung |
| Fahrer        | Fahrer           | Land                   | Team                   | Punkte        |
| ------------- | ---------------- | ---------------------- | ---------------------- | ------------- |
| 1.            | Primož Roglič    | Slowenien              | Jumbo-Visma            | 204 P.        |
| 2.            | Richard Carapaz  | Ecuador                | Ineos Grenadiers       | 133 P.        |
| 3.            | Daniel Martin    | Irland                 | Israel Start-Up Nation | 111 P.        |
| 4.            | Hugh Carthy      | Vereinigtes Königreich | EF Pro Cycling         | 96 P.         |
| 5.            | Guillaume Martin | Frankreich             | Cofidis                | 87 P.         |
| 6.            | Pascal Ackermann | Deutschland            | Bora-Hansgrohe         | 84 P.         |
| 7.            | Jasper Philipsen | Belgien                | UAE Team Emirates      | 80 P.         |
| 8.            | Marc Soler       | Spanien                | Movistar Team          | 73 P.         |
| 9.            | Michael Woods    | Kanada                 | EF Pro Cycling         | 72 P.         |
| 10.           | Enric Mas        | Spanien                | Movistar Team          | 71 P.         |

### Bergwertung
| Bergwertung | Bergwertung      | Bergwertung            | Bergwertung            | Bergwertung |
| Fahrer      | Fahrer           | Land                   | Team                   | Punkte      |
| ----------- | ---------------- | ---------------------- | ---------------------- | ----------- |
| 1.          | Guillaume Martin | Frankreich             | Cofidis                | 99 P.       |
| 2.          | Tim Wellens      | Belgien                | Lotto-Soudal           | 34 P.       |
| 3.          | Richard Carapaz  | Ecuador                | Ineos Grenadiers       | 30 P.       |
| 4.          | David Gaudu      | Frankreich             | Groupama-FDJ           | 29 P.       |
| 5.          | Sepp Kuss        | Vereinigte Staaten     | Jumbo-Visma            | 27 P.       |
| 6.          | Primož Roglič    | Slowenien              | Jumbo-Visma            | 24 P.       |
| 7.          | Hugh Carthy      | Vereinigtes Königreich | EF Pro Cycling         | 21 P.       |
| 8.          | Michael Woods    | Kanada                 | EF Pro Cycling         | 21 P.       |
| 9.          | Rui Costa        | Portugal               | UAE Team Emirates      | 21 P.       |
| 10.         | Daniel Martin    | Irland                 | Israel Start-Up Nation | 20 P.       |

### Nachwuchswertung
| Nachwuchswertung | Nachwuchswertung    | Nachwuchswertung   | Nachwuchswertung | Nachwuchswertung  |
| Fahrer           | Fahrer              | Land               | Team             | Zeit              |
| ---------------- | ------------------- | ------------------ | ---------------- | ----------------- |
| 1.               | Enric Mas           | Spanien            | Movistar Team    | 72 h 49 min 48 s  |
| 2.               | David Gaudu         | Frankreich         | Groupama-FDJ     | + 4 min 09 s      |
| 3.               | Alexander Wlassow   | Russland           | Astana           | + 6 min 00 s      |
| 4.               | Gino Mäder          | Schweiz            | NTT Pro Cycling  | + 40 min 03 s     |
| 5.               | Georg Zimmermann    | Deutschland        | CCC Team         | + 42 min 04 s     |
| 6.               | Will Barta          | Vereinigte Staaten | CCC Team         | + 46 min 28 s     |
| 7.               | Kobe Goossens       | Belgien            | Lotto-Soudal     | + 59 min 21 s     |
| 8.               | Clément Champoussin | Frankreich         | AG2R La Mondiale | + 1 h 17 min 44 s |
| 9.               | Robert Power        | Australien         | Team Sunweb      | + 1 h 30 min 22 s |
| 10.              | Dorian Godon        | Frankreich         | AG2R La Mondiale | + 1 h 38 min 24 s |

### Mannschaftswertung
| Mannschaftswertung | Mannschaftswertung | Mannschaftswertung           | Mannschaftswertung |
| Team               | Team               | Land                         | Zeit               |
| ------------------ | ------------------ | ---------------------------- | ------------------ |
| 1.                 | Movistar Team      | Spanien                      | 218 h 37 min 21 s  |
| 2.                 | Jumbo-Visma        | Niederlande                  | + 10 min 23 s      |
| 3.                 | Astana             | Kasachstan                   | + 40 min 09 s      |
| 4.                 | UAE Team Emirates  | Vereinigte Arabische Emirate | + 1 h 04 min 05 s  |
| 5.                 | Mitchelton-Scott   | Australien                   | + 1 h 08 min 33 s  |
| 6.                 | Cofidis            | Frankreich                   | + 1 h 44 min 20 s  |
| 7.                 | Ineos Grenadiers   | Vereinigtes Königreich       | + 2 h 32 min 28 s  |
| 8.                 | Groupama-FDJ       | Frankreich                   | + 2 h 44 min 38 s  |
| 9.                 | Team Sunweb        | Deutschland                  | + 3 h 08 min 29 s  |
| 10.                | EF Pro Cycling     | Vereinigte Staaten           | + 3 h 12 min 25 s  |